# Лори Макбейн
Лори Макбейн (на английски: Laurie McBain) е американска писателка на бестселъри в жанра исторически любовен роман.

## Биография и творчество
Лори Ли Макбейн е родена на 15 октомври 1949 г. в Ривърсайд, Калифорния, САЩ. Умлича се по изкуството и историята. Учи в колежа Сан Бернардино в Калифорния и в Калифорнийския държавен университет. Баща ѝ я окуражава да започе да пише.
Първият ѝ роман „Дяволско желание“ е издаден през 1977 г. Романът става бестселър в списъка на „Ню Йорк Таймс“ и я прави известна. Произведенията на писателката са издадени в над 10 милиона екземпляра по света.
През 1983 година издава любовния роман „Отвличане в рая“.
Заедно с писателката Катлийн Удиуиз са част от създателите на новия романтичен стил. След смъртта на баща си, решава да се оттегли през 1985 г.от писателската си кариера.
Лори Макбейн живее в Оукланд.

## Произведения

### Самостоятелни романи
- Devil's Desire (1977)
Дяволско желание, изд.: ИК „Ирис“, София (1994), прев. Надя Петрова
- Tears of Gold (1979)
- Wild Bells to the Wild Sky (1983)
Отвличане в рая, изд.: ИК „Ирис“, София (1993), прев.
- When the Splendour Falls (1986)

### Серия „Доминик“ (Dominick)
1. Moonstruck Madness (1978)
Грешницата, изд.: ИК „Ирис“, София (1997), прев. Ваня Пенева
2. Chance the Winds of Fortune (1981)
Ветровете на съдбата, изд.: ИК „Ирис“, София (1996), прев. Ваня Пенева
3. Dark Before the Rising Sun (1982)
Мрак преди зората, изд.: ИК „Ирис“, София (1995), прев. Ваня Пенева